# Syrská dynastie

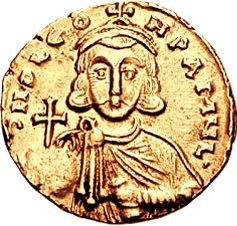
Solidus Lva III.Isaurského.

Syrská dynastie, někdy nesprávně označovaná jako isaurská dynastie, byla založena byzantským císařem Leonem III. v roce 717 a přetrvala až do roku 802. Za panování členů této dynastie byla byzantská říše rozpolcena náboženským sporem vyvolaným Leonovým zákazem uctívání obrazů, prosazovaný především jeho synem Konstantinem V.